# برونوين كونيسكي
تعتبر برونوين كونسيسكي متخصصة في علم المناخ القديم وخبيرة في الجغرافية المناخية، ويرتكز مجال اختصاصها في تأثير تغير المناخ (السابق والحاضر) على المناطق المدارية. كما أنها تعمل أيضاً كمساعدة في قسم الجيولوجيا في جامعة واشنطن في سانت لويس.

## المسيرة الأكاديمية والتعليمية
التحقت كونيسكي في سنتها الأخيرة في المدرسة الثانوية بالفصول الخاصة ببرامج الإلحاق المتقدمة الخاصة بالعلوم البيئية، وهي الفصول التي أثارت فضولها آنذاك في العلوم. وفي عام 2005، حصلت على درجة البكالوريوس في تخصص العلوم البيئية في كلية بارناردالتابعة لجامعة كولومبيا. وبعد خمس سنوات، حصلت على درجة ماجستير العلوم في تخصص الدراسات الجيولوجية من جامعة براون، قبل أن تنال عام 2013 على درجة الدكتوراة في الدراسات الجيولوجية من ذات الجامعة. نشرت برونوين كونيسكي رسالة عنوانها: «مقياس التغير المناخي العقدي إلى المداري في منطقة المحيط الهندي: وجهات نظرية متعلقة بالنظائر الكيميائية الخاصة بالهطول المطري من شرق آسيا وإندونيسيا»، وهي تركّز على تأثير التغيرات المناخية على الهطول المطري في منطقة المحيط الهندي من خلال نظائر العناصر الكيميائية المستقرة في رواسب البحيرات.

## المسيرة المهنية والبحثية
عملت كونيسكي كمنسقة للبحوث البيئية مع مشروع القرى الألفية الأفريقية، وذلك بعد تخرجها من جامعة بارنارد عام 2005، واستمرت في هذا المشروع حتى عام 2008. وقد كان الهدف منه هو مساعدة المجتمعات المحلية في المناطق الريفية الأفريقية للتخلص من وطأة الفقر المدقع.
كما عملت لدى مختبر «كوب» كباحثة ما بعد مرحلة الدكتوراة في معهد جورجيا التقني ولدى مؤسسة العلوم الوطنية أيضاً. وعملت بشكل وثيق مع جامعتي ولاية أوريغون وكولورادو بولدر، وأصبحت عالمة أبحاث لمدة عام لدى المعهد التعاوني للبحث في العلوم البيئية، التابع لجامعة كولورادو بولدر. بعدها أصبحت أستاذاً مساعداً في قسم علم الجيولوجيا في جامعة واشنطن، حيث هي تعمل هناك حتى يومنا هذا.
وإن مجالات البحث الأساسية الخاصة بها هي علم المناخ القديم والجغرافية المناخية وعلم المياه الجوفية، وقد عُرِفت كونيسكي بأعمالها التي تبحث في الهطول المطري القديم والحديث في المناطق الاستوائية، خاصة المناطق الواقعة حول المحيط الهندي وفي أفريقيا.

## المؤلفات
ومن بين أشهر المؤلفات الخاصة بكونيسكي ما يلي:
- علاقة الامتداد التصاعدي لسلسلة	البتراوات/الضفادع في الأنديز وداء الكايتريديومايكوسيس في المرتفعات الاستوائية بالاستجابةً للذوبان الجليدي.[15]
- مشروع	القرى الألفية الأفريقية.[9]
- توظيف	سجلات المقارنة الخاصة بعلم المناخ القديم: الاستخدام الأمثل لمشروع المقارنة بين النماذج	المناخية في تقييد التوقعات المناخية	المستقبلية.[16]
- إعادة	بناء النظائر الكيميائية الهيدروجينية من بحيرة تانا لتوفير معلومات حول حقبة إفريقيا الرطبة وحدود كونغو الهوائية.[17]
- أنماط	دوران الغلاف الجوي خلال التغيرات	المناخية الأخيرة في العصر الحديث الأقرب	في بحيرة ملاوي الأفريقية.[18]

## الجوائز والتكريمات
- حازت	على جائزة ويبر للمهن المبكرة عام 2019 اعترافاً بإسهاماتها المستمرة والفريدة في علم المحيطات القديمة والأبحاث الخاصة بعلم المناخ القديم.[3][19]
- نالت كونيسكي منصب زميل باحث ما بعد الدكتوراة في علوم الغلاف الجوي والفضاء خلال الفترة ما بين 2014-	2016 في مؤسسة العلوم الوطنية.[12]
- تولت منصب زميل كبار الباحثين منذ عام 2009 حتى عام 2012 في	مؤسسة العلوم الوطني.[20]

## المشاركة العامة
- تعمل برونوين كونسيسكي أيضاً كناشطة على مواقع التواصل الاجتماعي، وكثيراً ما تنشر عن القضايا الخاصة بالمناخ ومجتمعات العلوم والموسيقى أيضاً،[21] فهي تقضي أوقات فراغها كمغنية وكاتبة أغاني.[22]